# سجنان
سجنان (به عربی: سجنان) یک منطقهٔ مسکونی در تونس است که در استان بنزرت واقع شده‌است. سجنان ۵٬۷۱۸ نفر جمعیت دارد و ۲۳۰ متر بالاتر از سطح دریا واقع شده‌است.